# Minuskuł 10
Minuskuł 10 (wedle numeracji Gregory—Aland), ε 372 (von Soden) – rękopis Nowego Testamentu z tekstem czterech Ewangelii, pisany minuskułą na pergaminie w języku greckim z XIII wieku. Przechowywany jest w Paryżu.

## Opis rękopisu
Kodeks zawiera tekst czterech Ewangelii, na 275 pergaminowych kartach (18,9 cm na 15 cm).
Tekst rękopisu pisany jest jedną kolumną na stronę, 24 linijek w kolumnie. Scrivener ocenił, że charakter pisma jest piękny.
Tekst Ewangelii dzielony jest według κεφαλαια (rozdziały) oraz według Sekcji Ammoniusza, których numery umieszczono na marginesie. Sekcje Ammoniusza opatrzone zostały odniesieniami do Kanonów Euzebiusza. Tekst ewangelii zawiera τιτλοι (tytuły). Ponadto przed każdą z Ewangelii umieszczone zostały listy κεφαλαια (spis treści).
Zawiera Epistula ad Carpianum (list Hieronima do Karpiana), tablice do Kanonów Euzebiusza, noty liturgiczne, synaksarion i ilustracje.

## Tekst
Grecki tekst Ewangelii reprezentuje mieszaną tradycję tekstualną. Aland nie zaklasyfikował go do żadnej kategorii. Pod względem tekstualnym wykazuje pokrewieństwo do Kodeksu Kampiańskiego.

## Historia
Paleograficznie rękopis datowany jest na wiek XIII.
Pochodzi z Bizancjum. Według subscriptio na końcu rękopisu, został on podarowany w 1439 do biblioteki Canons Regular w Weronie przez Dorotheusa, arcybiskupa Mitylene, po przybyciu na synod florencki w 1438. Rękopis należał niegdyś do Boistallera (wraz z kodeksami 9, 203, 263, 301, 306, 314). Później należał do arcybiskupa Reims Le Telliera (wraz z kodeksami 11, 13).
Ludolph Küster wykorzystał go w swoim wydaniu Nowego Testamentu, nadał mu siglum Paris 1.
Na listę rękopisów Nowego Testamentu wciągnął go Wettstein.
Rękopis badał Griesbach, Scholz oraz Paulin Martin. Scholz skolacjonował tekst Marka 1-4 i Jana 5-8.
Obecnie przechowywany jest we Francuskiej Bibliotece Narodowej (Gr. 91) w Paryżu.
Nie jest cytowany w krytycznych wydaniach greckiego Novum Testamentum Nestle-Alanda (NA26, NA27).